# (37884) 1998 FH54
1998 FH54 (asteroide 37884) é um asteroide da cintura principal. Possui uma excentricidade de 0.06980490 e uma inclinação de 5.80246º.
Este asteroide foi descoberto no dia 20 de março de 1998 por LINEAR em Socorro.